# Tour de Feminin
De Tour de Feminin is een meerdaagse wielerwedstrijd voor vrouwen in de Tsjechische regio Ústí nad Labem met Krásná Lípa (Duits: Schönlinde)  als centrale plaats. Van 1988-2008 stond de wedstrijd bekend als de Tour de Feminin-Krásná Lípa en van 2009-2019 als de  Tour de Feminin-O cenu Českého Švýcarska (Om de prijs van Boheems-Zwitserland). 

## Geschiedenis
De eerste editie werd georganiseerd door Jiří Vích, die dit tot en met 2019 bleef doen. In 2020 nam MandoOne de organisatie over.
Van 1988-1991 bestond de wedstrijd uit drie etappes (in evenvele dagen), van 1992-1994 uit vier etappes in drie dagen en van 1995-2019 uit vijf etappes in vier dagen. Al deze edities werden in de maand juli verreden. Vanaf 2020 (de wegens de coronapandemie geannuleerde editie) omvat de koers vier etappes in vier dagen en werd op de wedstrijdkalender verplaatst naar mei. De wedstrijd werd in 2022 geannuleerd vanwege financiële reden (als gevolg van de nasleep coronapandemie en omstandigheden als gevolg van de Russische invasie van Oekraïne in februari eerder dat jaar).
Van 1988-1995 en in 1998 was het een (amateur)wedstrijd op de nationale kalender. In deze periode waren in 1992 de Oostenrijkse vrouwen de eerste internationale deelneemsters. In 1996, 1997 en van 1999-2004 kreeg het een plaats op de internationale kalender als een 2.9.2-wedstrijd. Vanaf 2005, met de invoering van de UCI Continental Circuits, kreeg het de 2.2-classificatie. In de periode 1995-2007 werden er etappes verreden in Duitsland met Ebersbach, Zittau en Löbau als start- en finishplaatsen. Van 2003-2014 werd de individuele tijdrit steevast in Polen verreden met Bogatynia als start- en finishplaats. 
Van 2015-2019 omvatte de wedstrijd de vaste start- en finishplaatsen:
1e - Krásná Lípa - Krásná Lípa (2015-2017),  Krásná Lípa -  Varnsdorf (2018-2019)
2e - Jiříkov - Jiříkov
3e - Krásná Lípa - Brtníky - Krásná Lípa (individuele tijdrit)
4e - Rumburk - Rumburk
5e - Varnsdorf - Krásná Lípa
In 2020 werd Jiříkov - Jiříkov uit het wedstrijdschema gehaald en omvat de wedstrijd vier etappes:
1e - Krásná Lípa - Krásná Lípa (individuele tijdrit: 2021-2024, ploegenrijdrit: 2025)
2e - Krásná Lípa - Krásná Lípa (door het Nationaal Park Boheems-Zwitserland)
3e - Rumburk - Rumburk
4e - Varnsdorf - Krásná Lípa (Lausitzergebergte)
Vanaf 2021 worden ook de truien voor het algemeenklassement (geel), puntenklassement (groen), bergklassement (bolletjes), jongerenklassement (wit) en beste Tsjechische (kleuren Tsjechische vlag; blauw-wit-rood) uitgereikt.
De Duitse Hanka Kupfernagel is met vijf eindoverwinningen recordhoudster; zij won in 1996, 1997, 1999, 2000 en 2007. Ze is ook recordhoudster etappezeges (15), haar landgenote Trixi Worrack is hierin tweede met acht, waarvan vijf in 2010, ze is hiermee de enige die alle etappes in hetzelfde jaar won. De eerste twee edities werden gewonnen door Radka Kynclova; ook Worrack won twee keer. De beste Nederlandse prestaties zijn die van Chantal Beltman (tweede in 2004), Vera Koedooder (derde in 2014) en Mirre Knaven en Femke de Vries (tweede en derde in 2024). De best Belgische prestaties zijn die van Ann-Sophie Duyck en Sofie De Vuyst die beide als derde eindigden in respectievelijk 2017 en 2018.

## Erelijst
| Jaar | Winnaar                            | Tweede                             | Derde                              |
| ---- | ---------------------------------- | ---------------------------------- | ---------------------------------- |
| 1988 | Radka Kynclova                     | Eva Orvosova-Lowe                  | Iveta Sitarova                     |
| 1989 | Radka Kynclova                     | Eva Orvosova-Lowe                  | Ildiko Paczova                     |
| 1990 | Eva Orvosova-Lowe                  | Radka Kynclova                     | Iveta Sitarova                     |
| 1991 | Ildiko Paczova                     | Julie Pekarkova                    | Jarmila Snahnicanova               |
| 1992 | Elena Barillova                    | Lenka Ilavská                      | Sarka Vichova                      |
| 1993 | Sandra Kratz-Schumacher            | Susanne Plambeck                   | Iveta Sitarova                     |
| 1994 | Zinaida Stahurskaya                | Rebecca Bailey                     | Hanka Kupfernagel                  |
| 1995 | Lenka Ilavská                      | Bogumiła Matusiak                  | Judith Arndt                       |
| 1996 | Hanka Kupfernagel                  | Kerstin Scheitle                   | Miluse Flaskova                    |
| 1997 | Hanka Kupfernagel                  | Rasa Polikevičiūtė                 | Lenka Ilavská                      |
| 1998 | Svetlana Gigileva                  | Lucia Pizzolotto                   | Ioulia Murenkaia                   |
| 1999 | Hanka Kupfernagel                  | Ioulia Murenkaia                   | Sandra Missbach                    |
| 2000 | Hanka Kupfernagel                  | Bogumiła Matusiak                  | Valentyna Karpenko                 |
| 2001 | Sandra Wampfler                    | Bogumiła Matusiak                  | Sophie Creux                       |
| 2002 | Bogumiła Matusiak                  | Trixi Worrack                      | Anita Valen de Vries               |
| 2003 | Valentina Karpenko                 | Lada Kozlíková                     | Sarah Düster                       |
| 2004 | Trixi Worrack                      | Chantal Beltman                    | Theresa Senff                      |
| 2005 | Tina Liebig                        | Bogumiła Matusiak                  | Eva Lutz                           |
| 2006 | Theresa Senff                      | Lada Kozlíková                     | Hanka Kupfernagel                  |
| 2007 | Hanka Kupfernagel                  | Andrea Graus                       | Edwige Pitel                       |
| 2008 | Angela Hennig-Brodtka              | Trixi Worrack                      | Sarah Düster                       |
| 2009 | Alexandra Burchenkova              | Edwige Pitel                       | Martina Ruzickova                  |
| 2010 | Trixi Worrack                      | Alexandra Burchenkova              | Sarah Düster                       |
| 2011 | Amanda Spratt                      | Natalia Boyarskaya                 | Larisa Pankova                     |
| 2012 | Larisa Pankova                     | Carla Ryan                         | Martina Ritter                     |
| 2013 | Amy Cure                           | Emma Pooley                        | Martina Ritter                     |
| 2014 | Brianna Walle                      | Martina Sáblíková                  | Vera Koedooder                     |
| 2015 | Tatiana Antoshina                  | Lauren Stephens                    | Anna Plichta                       |
| 2016 | Cecilie Uttrup Ludwig              | Anna Plichta                       | Natalia Boyarskaya                 |
| 2017 | Ruth Winder                        | Tayler Wiles                       | Ann-Sophie Duyck                   |
| 2018 | Leah Thomas                        | Elizaveta Oshurkova                | Sofie De Vuyst                     |
| 2019 | Vita Heine                         | Aurela Nerlo                       | Yelyzaveta Oshurkova               |
| 2020 | Geannuleerd vanwege coronapandemie | Geannuleerd vanwege coronapandemie | Geannuleerd vanwege coronapandemie |
| 2021 | Joscelin Lowden                    | Morgane Coston                     | Corinna Lechner                    |
| 2022 | Geannuleerd                        | Geannuleerd                        | Geannuleerd                        |
| 2023 | Olha Kulynych                      | Dominika Wlodarczyk                | Eliška Kvasničková                 |
| 2024 | Julia Kopecký                      | Mirre Knaven                       | Femke de Vries                     |
| 2025 | Kate Richardson                    | Malwina Mul                        | Xaydée Van Sinaey                  |

### Meervoudige winnaars
| Overwinningen | Renster           | Jaren                        |
| ------------- | ----------------- | ---------------------------- |
| 5             | Hanka Kupfernagel | 1996, 1997, 1999, 2000, 2007 |
| 2             | Radka Kynclova    | 1988, 1989                   |
| 2             | Trixi Worrack     | 2004, 2010                   |

### Overwinningen per land
| Overwinningen | Land                                                   |
| ------------- | ------------------------------------------------------ |
| 11            | Duitsland                                              |
| 4             | Slowakije*                                             |
| 3             | Oekraïne, Rusland, Tsjechië*, Verenigde Staten         |
| 2             | Australië, Verenigd Koninkrijk                         |
| 1             | Denemarken, Noorwegen, Polen, Wit-Rusland, Zwitserland |

* De overwinningen tot 1993 namens Tsjecho-Slowakije zijn uitgesplitst.